# Aya (filme de 2012)
Aya é um filme em curta-metragem estadunidense de 2012 dirigido e escrito por Oded Binnun e Mihal Brezis. A obra foi indicada ao Oscar de melhor curta-metragem em live action na edição de 2015.

## Elenco
- Sarah Adler - Aya
- Ulrich Thomsen - Mr. Overby

## Prêmios e indicações
- Indicado: Oscar de melhor curta-metragem em live action (2015)